# Chigné
Chigné település Franciaországban, Maine-et-Loire megyében. Lakosainak száma 308 fő (2018. január 1.). Chigné Savigné-sous-le-Lude, Auverse, Broc, Chalonnes-sous-le-Lude, Dénezé-sous-le-Lude, Genneteil és Dissé-sous-le-Lude községekkel határos.

## Népesség
A település népességének változása:
| Lakosok száma | 448  | 363  | 296  | 302  | 271  | 301  | 308  | 311  | 309  | 308  |
|               | 1968 | 1975 | 1982 | 1990 | 1999 | 2011 | 2013 | 2015 | 2017 | 2018 |